# Рыбасово (Ростовская область)
Рыбасово — посёлок в Сальском районе Ростовской области.
Административный центр Рыбасовского сельского поселения.

## География

### Улицы
| - ул. Заводская, - ул. Мира, - ул. Молодёжная, - ул. Московская, - ул. Огородная, - ул. Промышленная, | - ул. Ростовская, - ул. Свободы, - ул. Степная, - ул. Труда, - ул. Шолохова. |

## Население
| 2010 |
| ---- |
| 531  |

## Достопримечательности
- Памятник воинам, погибшим в годы Великой Отечественной войны. Братская могила.